# Maan, Kamerun
Maan är en ort i Kamerun. Den ligger i regionen Södra regionen, i den sydvästra delen av landet, 200 km sydväst om huvudstaden Yaoundé. Maan ligger 520 meter över havet och antalet invånare är 875.
Terrängen runt Maan är platt. Trakten runt Maan är glesbefolkad, med 18 invånare per kvadratkilometer. Det finns inga andra samhällen i närheten. I omgivningarna runt Maan växer i huvudsak städsegrön lövskog.